# Tropidonophis negrosensis
Tropidonophis negrosensis (вуж плямистий негроський) — вид змій родини полозових (Colubridae). Ендемік Філіппін.

## Поширення і екологія
Негроські плямисті вужі мешкають на островах Себу, Пан-де-Азукар, Сікогон, Масбате, Негрос і Панай в групі Вісайських островів, можливо, також на островах Міндоро і Лубанг. Вони живуть у вологих галерейних лісах і вторинних лісах, на берегах річок, струмків і озер. Зустрічаються на висоті до 1200 м над рівнем моря. Ведуть напівводний спосіб життя.

## Збереження
МСОП класифікує стан збереження цього виду як близький до загрозливого. Tropidonophis negrosensis загрожує знищення природного середовища.